# Rubén Sotoconil
Rubén Sotoconil Aranda (Tucapel, 16 de mayo de 1916 – Curacaví, 12 de marzo de 2002) fue un actor, director de teatro, dramaturgo y profesor chileno de la generación del 41.
Estudió en el Instituto Pedagógico de la Universidad de Chile.

## Filmografía

### Cine
- Deja que los perros ladren, 1961
- El tango del viudo, 1967
- El Chacal de Nahueltoro, 1969
- El fin del juego, 1970
- Ya no basta con rezar, 1973
- La tierra prometida, 1973
- Sussi, 1987
- La estación del regreso, 1988
- Los Chanchos de Sergio Pidena, 1999

### Televisión
| Teleseries | Teleseries              | Teleseries | Teleseries       |
| Año        | Título                  | Canal      | Personaje        |
| ---------- | ----------------------- | ---------- | ---------------- |
| 1981       | Casagrande              | Canal 13   | Gabriel          |
| 1982       | La gran mentira         | TVN        | Felipe Benavides |
| 1983       | El juego de la vida     | TVN        | Juez             |
| 1984       | La torre 10             | TVN        | Serafín Illanes  |
| 1993       | Jaque Mate              | TVN        | Gabriel Quesney  |
| 1999       | La otra cara del espejo | Mega       | Pablo Márquez    |